# Ronnie Shields
Ronnie Shields (* 6. Juni 1958 in Port Arthur, Texas, USA) ist ein ehemaliger US-amerikanischer Boxer und aktueller Boxtrainer.

## Amateurkarriere
Der in der Linksauslage boxende Shields hatte eine durchaus erfolgreiche Karriere als Amateur. Im Jahr 1974 wurde er National Junior Olympics Champion im Federgewicht. Im darauffolgenden Jahr gewann er in derselben Gewichtsklasse das Golden-Gloves-Turnier. In den Jahren 1976 und 1978 wurde er im Halbweltergewicht abermals Golden-Gloves-Sieger.

## Profikarriere
1980 begann Shields erfolgreich seine Profikarriere. Er boxte bei den Profis ausschließlich im Halbweltergewicht. Shields konnte seine ersten sechs Kämpfe siegreich gestalten. Im November des Jahres 1983 errang er den vakanten nordamerikanischen Meistertitel der North American Boxing Federation (NABF), als er Saoul Mamby nach Punkten schlug. Am 15. Juli im Jahr darauf trat er gegen Billy Costello um den WBC-Weltmeistertitel an und verlor durch einstimmige Punktentscheidung.
Im Jahre 1986 kämpfte Shields zum zweiten Mal um den Weltmeisterschaftsgürtel des Verbandes WBC, diesmal gegen Tsuyoshi Hamada. Auch hier scheiterte Shields durch geteilte Punktrichterentscheidung. 
Im Jahre 1988 beendete Shields seine Karriere.

## Trainerkarriere
Shields trainierte unter anderem Mike Tyson. Als Tyson im Jahre 2002 gegen Lennox Lewis boxte, stand Shields in dessen Ecke. Zudem war Shields der erste Trainer von Vernon Forrest und Juan Díaz. 

### Weitere Boxer, die Shields trainiert und trainierte
Zu den weiteren Boxern, die Shields trainiert und trainierte, gehören folgende:
- Kassim Ouma
- Pernell Whitaker
- Egerton Marcus
- Dominick Guinn
- David Tua
- Raúl Márquez
- Jesse James Leija
- Jesus Chavez
- Evander Holyfield
- Vanes Martirosyan
- Arturo Gatti
- Kermit Cintrón
- Guillermo Rigondeaux
- Erislandy Lara
- Mike Lee
- Medzhid Bektemirov
- Artur Szpilka
- Brian Vera
- Taishan Dong

## Auszeichnungen als Trainer
Im Jahr 2002 wurde Shields von der World Boxing Hall of Fame zum „Welttrainer des Jahres“ ausgezeichnet.